# Ogivă

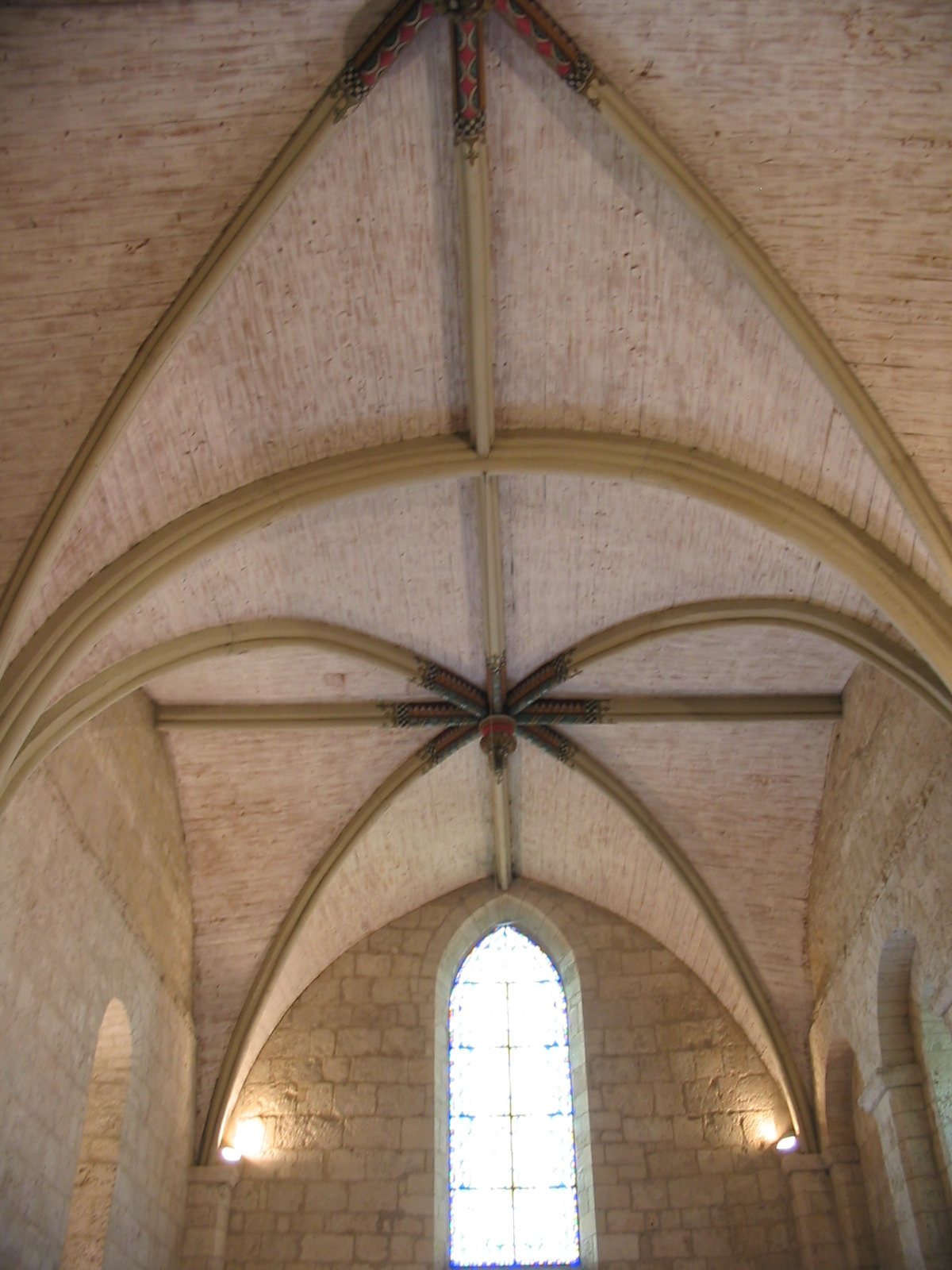
Ogive încrucişate

Ogiva (în franceză ogive, din latină augere, în traducere „a întări”) desemnează arcul ascuțit ca modalitate de susținere a bolții unei construcții, soluție arhitecturală caracteristică perioadei goticului (cca 1140 - 1550). Prin extensie, arhitectura gotică a fost denumită „arhitectură ogivală”.

## Descriere
În plan, ogiva constă din două arce de cerc care se intersectează, dispuse simetric, față în față ca în oglindă și formând un vârf.
Când ogiva plană este rotită în jurul propriei axe de simetrie se obține un corp de rotație (cu volum) numit tot „ogivă”.
Ogiva este și un sistem de construcție (de formă ogivală) format din trei elemente: culee, arce butante și pinacluri. Deseori acestea din urmă sunt confundate cu elemente de decorație; în realitate însă ele sunt elemente structurale.
Caracteristica bolților gotice este osatura lor, care subliniază liniile de intersecție între două ogive.
O ogivă foarte alungită, al cărei vârf are forma asemănătoare cu vârful de lance, se numește „lansetă”.

## Omonime
Tot „ogivă” se numește și partea anterioară a unui proiectil de artilerie, a unei bombe sau a unei rachete, toate acestea având o formă aerodinamică.